# كيفن سميث
كيفن سميث (بالإنجليزية: Kevin Smith) مواليد 2 أغسطس 1970 في نيو جيرسي، الولايات المتحدة، هو كاتب سيناريو وممثل ومنتج أفلام أمريكي وأيضا كاتب قصص مصورة.

## الأعمال
- سوبر غيرل
- كبار رجال الشرطة
- دوغما
- موت قاسي 4
- كايوتي أجلي
- غود ويل هانتينغ
- صرخة 3
- ديردفيل
- نعم عزيزي
- جوي
- فارس وفادي
- ذا ميندي بروجيكت
- نظرية الانفجار العظيم

## وصلات خارجية
- الموقع الرسمي
- كيفن سميث على موقع IMDb (الإنجليزية)
- كيفن سميث على موقع ميتاكريتيك (الإنجليزية)
- كيفن سميث على موقع الموسوعة البريطانية (الإنجليزية)
- كيفن سميث على موقع روتن توميتوز (الإنجليزية)
- كيفن سميث على موقع مونزينجر (الألمانية)
- كيفن سميث على موقع قاعدة بيانات الأفلام العربية
- كيفن سميث على موقع ألو سيني (الفرنسية)
- كيفن سميث على موقع ميوزك برينز (الإنجليزية)
- كيفن سميث على موقع تيرنر كلاسيك موفيز (الإنجليزية)
- كيفن سميث على موقع أول موفي (الإنجليزية)